# Charops ater
Charops ater is een vliesvleugelig insect uit de familie gewone sluipwespen (Ichneumonidae). De wetenschappelijke naam van de soort werd in 1908 gepubliceerd door Gyözö Viktor Szepligeti. Het type werd in april of mei 1905 verzameld op de flanken van de Kilimanjaro ("Kibonoto").
In de literatuur wordt regelmatig gewag gemaakt van een tweede Charops ater, gepubliceerd door dezelfde auteur in 1910. Dit betreft een exact gelijke heruitgave, in drie verzamelbanden, van de losse banden waarin het werk in eerste instantie werd uitgegeven, met een omslag dat de datum 1910 draagt.